# Our Lady of the Flowers
Our Lady of the Flowers ist ein Jazzalbum von Matthew Shipp Quartet. Die am 13. Juni 2013 im Park West Studio, Brooklyn, entstandenen Aufnahmen erschienen am 7. August 2015 auf RogueArt.

## Hintergrund
Our Lady of the Flowers, betitelt als Hommage an den französischen Schriftsteller Jean Genet und dessen Werk Notre-Dame-des-Fleurs, war das zweite Album von Declared Enemy, Shipps Quartett mit Sabir Mateen, William Parker und Gerald Cleaver. 2006 hatte die Gruppe das Album Salute to 100001 Stars – A Tribute to Jean Genet (RogueArt) vorgelegt. Wie schon bei anderen Sessions zuvor, variierte Shipp die Instrumentierung der Titel, was zu fünf Quartettnummern, einem Triostück (Gasp), zwei in Duettform und einem Solo führte. Parker spielt unbegleitet ein knorriges Silence Blooms; New Tension ist ein Duett zwischen Shipp und Mateens Klarinette, und Irrational das Duett zwischen Shipp und Cleaver.

## Titelliste
- Matthew Shipp Quartet Declared Enemy: Our Lady of the Flowers (RogueArt Rog-0057)[3]
  1. Atomic Note – 7:03
  2. New Tension – 5:18
  3. A Different Plane – 7:38
  4. From the Beyond – 8:27
  5. Silence Blooms – 4:24
  6. Irrational – 6:46
  7. Our Lady of the Flowers – 11:03
  8. Gasp – 7:41
  9. Cosmic Joke – 8:56
- Alle Kompositionen stammen von Matthew Shipp.

## Rezeption
Nach Ansicht von John Sharpe, der das Album in All About Jazz rezensierte, sei die eher rohe, aber raffinierte Performance dadurch gekennzeichnet, dass sich hier niemand übermäßig um Angleichung oder Spiegelung kümmere. Das daraus resultierende Gefühl kreativer Dissonanz durchdringt das Album. Obwohl die Quartettstücke eher dicht sind, sei jeder geschickt darin, sich gegenseitig genügend Platz zu lassen, ohne seine eigene Richtung zu beeinträchtigen.
Joel Barela schrieb in Free Jazz Blog, dieses „so erdig wie kosmisch“ klingende Album habe möglicherweise nicht das Zeug dazu, Shipps absoluter Klassiker zu werden. „Die Zeit allein wird uns das sagen. Aber verdammt, wenn das Hören von New Tension nicht das klangliche Äquivalent zum Brechen des Siegels einer gealterten Bourbon-Schönheit ist, weiß ich wirklich nicht, was es ist“, führt Barela enthusiastisch aus.